# Che Sin-jin
Che Sin-jin (čínsky pchin-jinem Hé Xīnyǐn, znaky zjednodušené 何心隐, tradiční 何心隱; 1517–1579) byl čínský neokonfuciánský filozof žijící a působící v mingské Číně.

## Jména
Che Sin-jinovo rodné jméno bylo Liang Žu-jüan (čínsky pchin-jinem Liáng Rǔyuán, znaky 梁汝元), používal zdvořilostní jméno Fu-šan (čínsky pchin-jinem Fūshān, znaky 夫山). Che Sin-jin byl jeho pozdější pseudonym.

## Život a dílo
Rodina Che Sin-jina pocházela z okresu Jung-feng v prefektuře Ťi-an v jihočínské provincii Ťiang-si. Studoval konfuciánské klasiky, skládal úřednické zkoušky, roku 1546 složil provinční zkoušky (jako první v pořadí) a získal hodnost ťü-žen. Od Jen Ťüna se seznámil s filozofií Wang Jang-minga v podání Wang Kenovy tchajčouské školy. Wang Ken zdůrazňoval význam životních zkušeností a požadoval jednoty znalostí a skutků. Učil, že každý, i obyčejný, člověk může dosáhnout moudrosti.
Che Sin-jin se pro nové ideje nadchl, usoudil, že jejich šíření a povolání učitele je důležitější než úřednické zkoušky a opustil snažení o úřednickou dráhu. Své ideje se snažil uplatnit v praxi: roku 1553 ze svého rodu vytvořil autonomní soběstačné společenství, v němž centralizoval důležité záležitosti od vzdělávání po placení daní. Společenství však vzbudilo nedůvěru úřadů a pod jejich tlakem po šesti letech zaniklo. Che Sin-jin byl za odpor úřadům odsouzen k trestu smrti, přátelé však dosáhli jeho propuštění. Odešel do Pekingu, kde žil v letech 1560–1561 a otevřel zde diskuzní klub, v němž vítal zájemce ze všech sociálních vrstev.
V Pekingu se mimo jiné znepřátelil s vysoce postaveným úředníkem Čang Ťü-čengem (v 70. letech stojícím v čele vlády) a zapletl do politických šarvátek kolem velkého sekretáře Jen Sunga. Nakonec byl nucen z města prchnout a změnit si jméno. Poté cestoval a přednášel v soukromých akademiích ve střední Číně. Po roce 1576 zesílila nepřízeň úřadů vůči němu, začal být stíhán a roku 1579 byl v Nankingu zatčen a ve vězení zabit.
S dalšími stoupenci tchajčouské školy patřil k levému křídlu Wang Jang-mingových následovníků, zdůrazňoval význam přirozenosti v lidské podstatě, stavěl se proti odmítání tužeb oficiální čusistickou ortodoxií, naopak materiální tužby měl za vycházející z lidské přirozenosti, pouze by měly být vybírány a omezeny. Z toho vycházelo jeho dávání přednosti sebevyjádření před sebeomezením. Žen, lidskost, chápal jako podstatu mysli/srdce (sin). Učil, že moudrosti člověk dosahuje studiem a učením se, zejména z prožitých událostí a zkušeností, zdůrazňoval význam diskuzí žáků s učiteli a především mezi přáteli. Sebezdokonalování mělo začínat v přátelství, rozšířit se ve službě panovníkovi a vrcholit v kultivaci lidské přirozenosti; tím se významně odklonil od konfuciánské tradice, podle které není základem ctností vztah mezi přáteli, ale oddanost dětí vůči rodičům.
Jeho největší zachovaná práce je Jüan-süe jüan-ťiang (原學原講, volně „Počátky studia, počátky diskuze“).